# دهستان کلشتر
دهستان کلشتر نام دهستانی در بخش مرکزی شهرستان رودبار، استان گیلان در ایران است. براساس سرشماری مرکز آمار ایران در سال ۱۳۸۵، جمعیت آن ۵۳۲۷ نفر (۱۴۳۲ خانوار) بوده‌است.